# Cascada Grojogan Sewu
Grojogan Sewu (en indonesio: Air Terjun Grojogan Sewu) es una cascada en la regencia de Karanganyar, uno de los sitios que por su importancia está incluido en el programa de turismo de Indonesia (Industri Pertanian Pariwisata).
Grojogan Sewu se encuentra en el Monte Lawu (2.632 metros), a 27 kilómetros de Karanganyar. A pesar de lo que podría indicar su nombre que en indonesio significa Mil Cascadas, no hay tal número de ellas en el sitio, pero el lugar es muy atractivo por sí mismo. La cascada más alta en Grojogan Sewu es de 81 metros y su ubicación cerca de los bosques se suma a la belleza natural de la zona.